# پشه‌گیر سرسیاه
پشه‌گیر سرسیاه (نام علمی: Polioptila nigriceps) نام یک گونه از سرده پشه‌گیرها است.